# Fischereiaufsicht

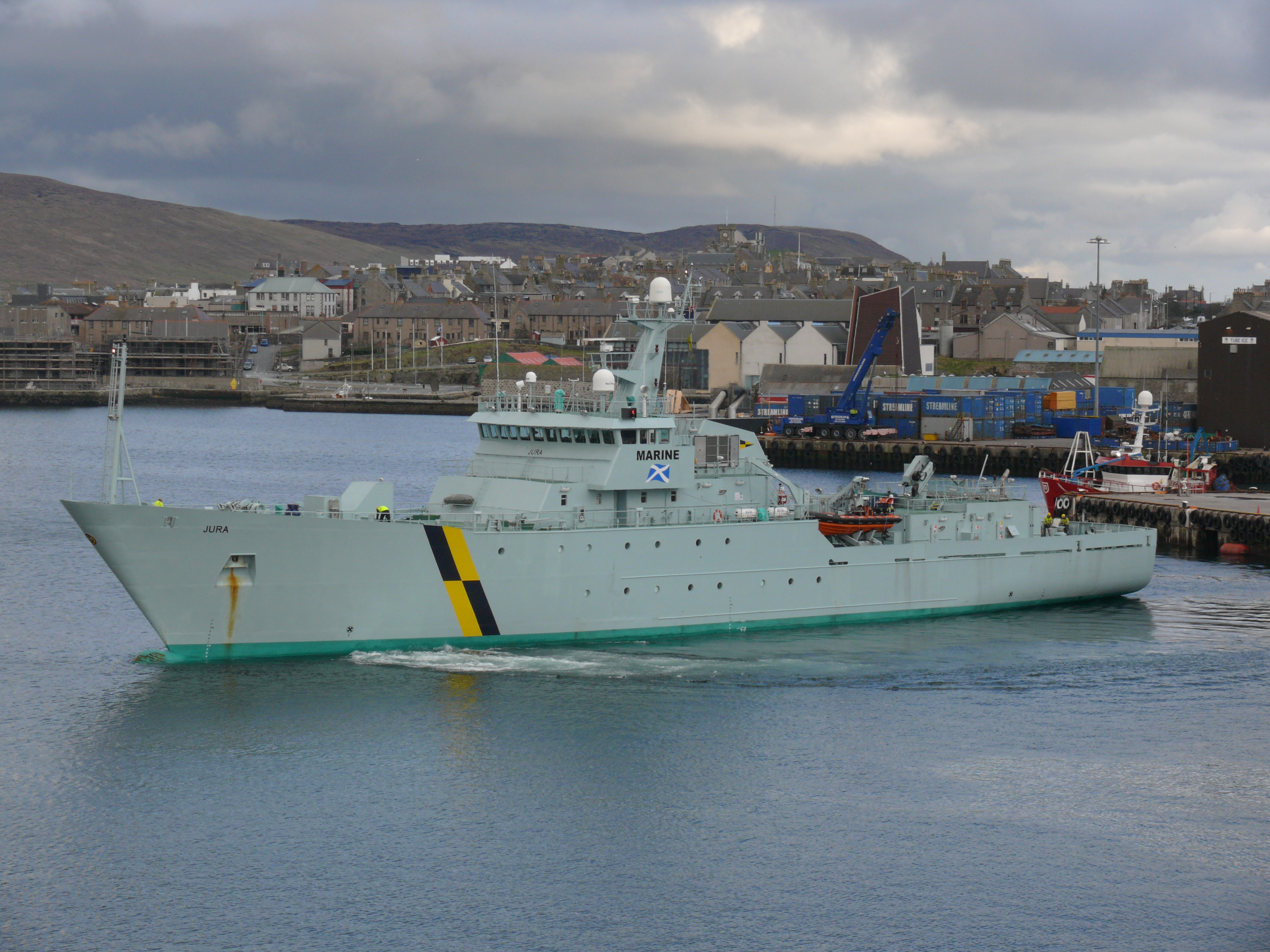
Fishery Protection Vessel der Jura-Klasse der Scottish Fisheries Protection Agency (Lüa 84 m)

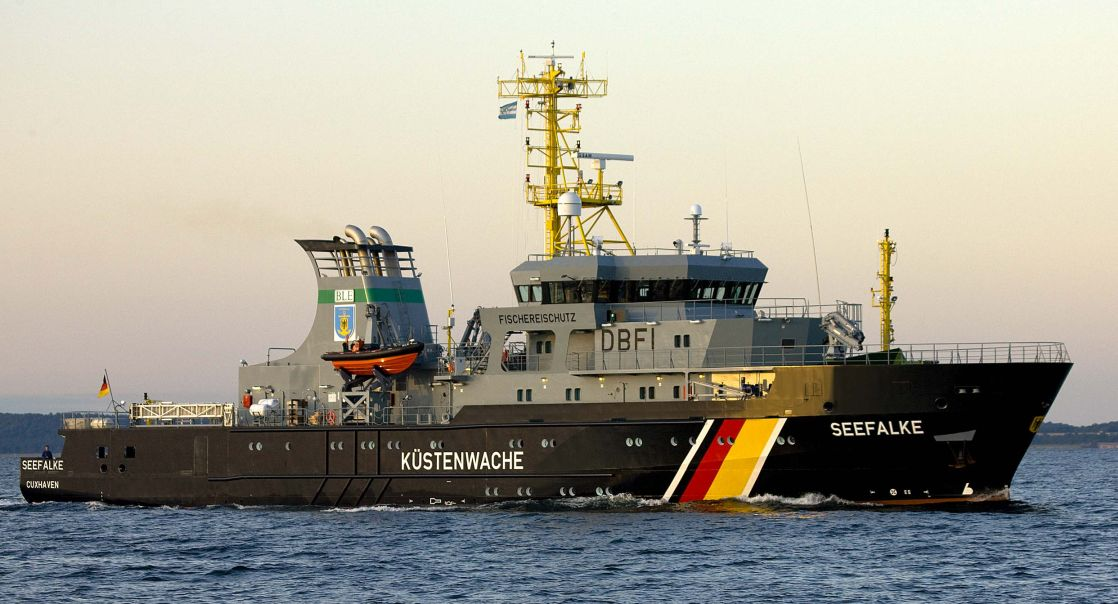
Ehemaliges Fischereischutzboot Seefalke (IMO-Nr. 7928677) der Bundesanstalt für Landwirtschaft und Ernährung

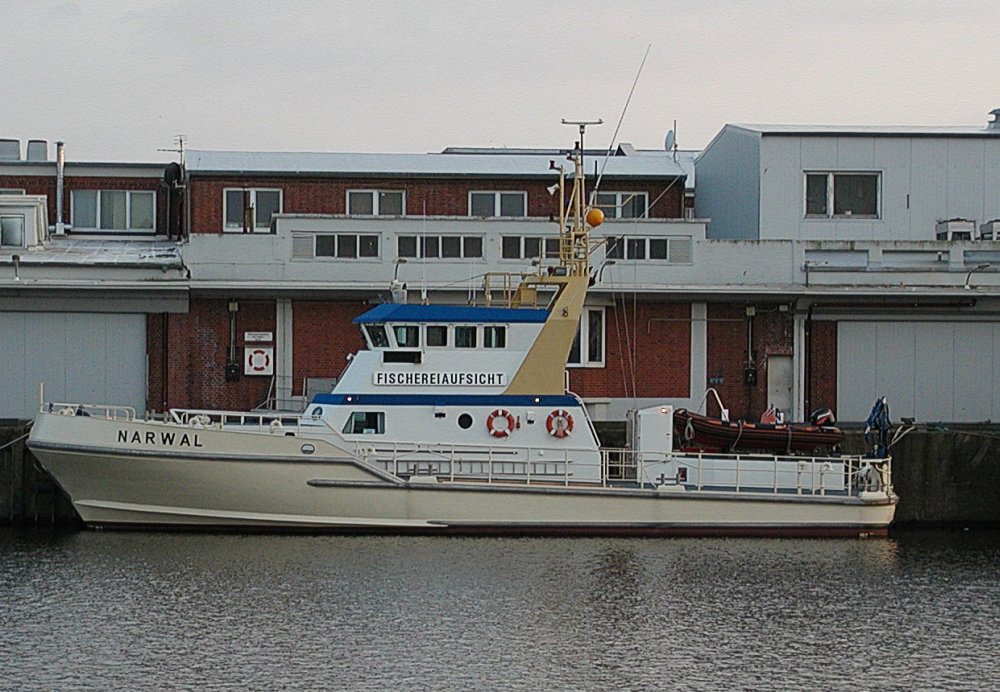
Fischereiaufsichtsboot Narwal des Staatlichen Fischereiamtes Bremerhaven

Die Fischereiaufsicht ist eine hoheitliche Aufgabe einer Landwirtschaftsbehörde. Sie erstreckt sich sowohl auf Küstengewässer wie auf Binnengewässer. In vielen Ländern umfasst die Aufsicht die Einhaltung von Fangquoten für Fische, Krabben und Muscheln sowie die Einhaltung der Fischgründe, in denen gefischt wird. Standard der Aufsicht ist auch die Kontrolle der minimalen Maschenweite der Netze sowie die Bekämpfung der illegalen, nicht gemeldeten und ungeregelten Fischerei. Die Überwachung erfolgt mit Wasser- und/oder Luftfahrzeugen.

## Europa
Auf EU-Ebene besteht seit 2005 die Europäische Fischereiaufsichtsagentur (EFCA) mit Sitz im spanischen Vigo.

Flagge der Fischereiaufsicht Preußens (1895–1918)

## Deutschland
In Deutschland ist die Fischereiaufsicht auf See (außerhalb der 12-Seemeilen-Zone) Aufgabe der Bundesanstalt für Landwirtschaft und Ernährung sowie innerhalb der 12-sm-Grenze der Landwirtschaftsbehörden der Anrainer-Bundesländer Niedersachsen, Schleswig-Holstein und Mecklenburg-Vorpommern. In Binnengewässern, auch denen des Bundes, sind die Bundesländer zuständig. Auf Bundesebene ist eine Vielzahl an Bundes- und Unionsrecht zu überwachen. Allein die deutsche Fischereiflotte bestand 2012 aus 1674 Fahrzeugen. Viele Fischereiaufsichtsbehörden der Bundesländer unterhalten eigene Flotten; das Land Mecklenburg-Vorpommern beispielsweise acht Boote sowie Kleinstboote für Bodden und Haffs.